# Anżeła Fomienko
Anżeła Iwanowna Fomienko (ros. Анжела Ивановна Фоменко; ur. 25 grudnia 1993)  – rosyjska zapaśniczka startująca w stylu wolnym. Zajęła 22. miejsce na mistrzostwach świata w 2018. Akademicka mistrzyni świata z 2016. Zajęła piąte miejsce w Pucharze Świata w 2017. Trzecia na ME juniorów w 2013 i mistrzyni Europy do lat 23 w 2016 roku. Mistrzyni Rosji w 2019 i 2021; druga w 2012 i trzecia w 2017, 2018, 2020 i 2022 roku.